# Spermacoce manillensis
Spermacoce manillensis là một loài thực vật có hoa trong họ Thiến thảo. Loài này được Kuntze miêu tả khoa học đầu tiên năm 1898.